# 满街都是圣人
满街都是圣人，或称满街皆圣人，日本阳明学亦简作「満街聖人」，主要指明朝大儒哲学家王阳明和弟子关于人性的观点。此观点认为人性本善，人本有圣贤之心。也体现了中国明朝中期儒学的平民化、通俗化与平等观。

## 出处和历史
满街都是圣人载于王阳明代表作《传习录》，是阳明心学的重要哲学论点之一。文言原文：
| - 先生锻炼人处，一言之下，感人最深。 - 一日，王汝止出游归。先生问曰：“游何见？”对曰：“见满街都是圣人。”先生曰：“你看满街人是圣人，满街人到看你是圣人在。” - 又一日，董萝石出游而归。见先生曰：“今日见一异事。”先生曰：“何异？”对曰：“见满街人都是圣人。”先生曰：“此亦常事耳，何足为异。” - 盖汝止圭角未融，萝石恍见有悟，故问同答异，皆反其言而进之。 - 洪与黄正之、张叔谦、汝中，丙戌会试归，为先生道途中讲学，有信有不信。先生曰：“你们拿一个圣人去与人讲学，人见圣人来，都怕走了，如何讲得行？须做得个愚夫愚妇，方可与人讲学。” - 洪又言今日要见人品高下最易。先生曰：“何以见之？”对曰：“先生譬如泰山在前，有不知仰者，须是无目人。”先生曰：“泰山不如平地大，平地有何可见？”先生一言，翦裁剖破终年为外好高之病，在座者莫不悚惧。 |

现代白话文翻译：
| - 王阳明先生锻炼人处，一句话说了，感人最深。 - 一天，王艮出游回来。王阳明问他：“出去游览见到了什么？”王艮回答：“见到满大街都是圣人。”王阳明说：“你看满街人是圣人，满街人到看你，也是圣人在。” - 又一天，董澐出游之后回来。见到王阳明，说：“今天大白天看见一件不寻常的事。”王阳明问：“什么不寻常？”董澐回答说：“见到满大街的人都是圣人。”王阳明说：“这也是平常事罢了，没什么好奇怪的。” - 大致上是因为王艮为人处世棱角还没有消融，董澐却是迷迷糊糊中有所体悟，所以王阳明对他俩问了相同的问题回答他们的却是不同的，都是反着他们的话教导他们。 - 钱德洪与黄正之、张叔谦、王汝中在丙戌年参加会试归来，向王阳明描绘在归途中讲学的情形，说听他讲学的人有的相信，有的不信。王阳明说：“你们搬出一个圣人来去向人们讲学，人们看到圣人来，都害怕得走了，怎么能讲得通，要先把自己的姿态放低为愚夫愚妇，才能给别人讲学。” - 钱德洪又说现今要分辨出一个人人品的高下最容易，王阳明说：“何以见得？”钱德洪回答说：“先生您就如泰山在眼前，令人高山仰止，要是有不知道敬仰您的，就是没有眼睛的人。”王阳明说：“泰山没有平地大，平地上又有什么可以仰观的？”王阳明一句话，剪裁剖析穿破了钱德洪终年鹜外好高的毛病，在座听讲的的也没有不警醒的。 |

## 哲学意义
《传习录》的这一简短对话，记载了王阳明对三个学生王艮、董澐、钱德洪因材施教的实例，贴现了儒家自孔子以来对不同学生有的放矢教育的传统。
其中，王阳明认为“满大街都是圣人”不是什么怪事，这是从本质上看人，认为每个人都有一颗善良的本心，也都有成为圣人的潜质。这与孟子“性善论”一脉相承，也与宋朝以来中国民间见解，如《三字经》中的“人之初，性本善”相吻合。王阳明另有《咏良知》，通俗易懂地写道：“个个人心有仲尼，自将闻见苦遮迷。而今指与真头面，只是良知更莫疑。”认为每个人其实都有孔子之心、从善之心，只是后天被外界的见闻习俗的潮流所干扰蒙蔽，一旦自己的真心被指明认知，便不会怀疑自己的良知。圣人其实与常人没有本质区别，同心同性，所以王阳明认为“满街都是圣人”是个能被普遍接受的事实，并不是什么不寻常之事。而人也有“生而知之”的天性。
对于教育。王阳明也以“泰山”与“平地”作对比比拟，以平地更为广大的现实，点出圣人并非高高在上，也不是用来受人顶礼膜拜的，作为老师，要像普通老百姓一样摆正自己，甚至要放低自己姿态到“愚夫愚妇”那样，才能出来传道授业。

## 同文不同意
福建泉州有“满街皆是圣人” ，是对泉州城市的赞誉。相传出自朱熹语：“此地方称佛国，满街皆是圣人”，说的是宋朝时泉州当地寺院众多，民风虔诚，人文昌盛，并无哲学含义。